# Eisenhut
Eisenhut är ett berg i Österrike.   Det ligger i distriktet Murau och förbundslandet Steiermark, i den centrala delen av landet, 230 km sydväst om huvudstaden Wien. Toppen på Eisenhut är 2 441 meter över havet. Eisenhut ingår i Gurktaler Alpen.
Terrängen runt Eisenhut är kuperad åt sydost, men åt nordväst är den bergig. Eisenhut är den högsta punkten i trakten. Runt Eisenhut är det ganska glesbefolkat, med 40 invånare per kvadratkilometer.. Närmaste större samhälle är Kleinkirchheim, 17,7 km sydväst om Eisenhut. 
I omgivningarna runt Eisenhut växer i huvudsak blandskog.